# Кучера, Олдржих
Олдржих Кучера (чеш. Oldřich Kučera; 1 июля 1914, Прага, Цислейтания — 2 января 1964, Гштад, Берн) — чехословацкий хоккеист, левый нападающий; футболист, тренер. Участник зимних Олимпийских игр 1936 года, двукратный бронзовый призёр чемпионата мира 1933 и 1938 года, чемпион Европы 1933 года, трёхкратный серебряный призёр чемпионата Европы 1936, 1938 и 1939 годов, двукратный бронзовый призёр чемпионата Европы 1934 и 1935 годов.

## Биография
Олдржих Кучера родился 1 июля 1914 года в австро-венгерском городе Прага (сейчас в Чехии).
Играл в хоккей с шайбой на позиции левого нападающего. На юниорском уровне выступал за пражские «Славию» и «Спарту». В 1932—1939 годах играл за пражский ЛТЦ, в составе которого шесть раз становился чемпионом Чехословакии (1933—1935, 1937—1939). После Второй мировой войны в сезоне-1945/46 защищал цвета пражского ЧЛТК. В 1947—1950 годах выступал за швейцарский «Берн» в качестве играющего тренера.
Пять раз участвовал в Кубке Шпенглера: в 1932—1933, 1936 и 1938 годах — в составе ЛТЦ, в 1948 году — в составе «Берна».
В 1932—1946 годах провёл за сборную Чехословакии 105 матчей, забросил 65 шайб. 
Пять раз участвовал в чемпионатах мира: в 1933 году в Праге (бронза), в 1934 году в Милане (5-е место), в 1935 году в Давосе (4-е место), в 1937 году в Лондоне (5-е место), в 1938 году в Праге (бронза), в 1939 году в Цюрихе и Базеле (4-е место). На проходивших в рамках тех же турниров чемпионатах Европы завоевал шесть медалей — одну золотую (1933), две серебряных (1938—1939), две бронзовых (1934—1935).
На чемпионате мира 1935 года занял 3-е место в списке бомбардиров, набрав 16 (10+6) очков.
В 1936 году вошёл в состав сборной Чехословакии по хоккею с шайбой на зимних Олимпийских играх в Гармиш-Партенкирхене, занявшей 4-е место. Играл на позиции нападающего, провёл 8 матчей, забросил 4 шайбы (две в ворота сборной Бельгии, по одной — Венгрии и Швеции). На проходившем в рамках олимпийского турнира чехословаки также заняли 4-е место и завоевали серебряную медаль чемпионата Европы.
В 1940 году в составе сборной протектората Богемии и Моравии стал победителем хоккейного турнира Международной недели зимнего спорта в Гармиш-Партенкирхене.
В сезоне-1947/48 играл в футбол за «Берн», был его лучшим бомбардиром и занял 9-е место в гонке бомбардиров швейцарской второй лиги.
В 1950 году эмигрировал в Австралию. Играл за «Мельбурн Рейдерз», затем был играющим тренером «Хобарт Ред Дэвилз», «Хобарт Кометс» и «Хобарт Мустангз». После того как сгорел первый городской каток в Хобарте и хоккейная ассоциация Тасмании закрылась, участвовал в соревнованиях по футболу и гольфу. С 1953 года был футболистом «Богемианс Южной Тасмании» — одной из самых успешных команд, составленных в основном из иммигрантов. 
Впоследствии вернулся в Швейцарию. Работал в «Берне». Во время одного из матчей из-за проблем с сердцем потерял сознание, но затем восстановился.
В сезоне-1963/64 был главным тренером «Ольтена», выступавшего в швейцарской второй лиге.
Умер 2 января 1964 года в швейцарском городе Гштад от сердечной недостаточности.

## Память
В 2010 году был введён в Зал славы чешского хоккея.